# Droga I/54 (Czechy)
Droga krajowa 54 (cz. Silnice I/54) – droga krajowa w południowo-wschodnich Czechach. Arteria łączy Slavkov u Brna przez miasto Veselí nad Moravou z dawnym przejściem granicznym ze Słowacją. Droga biegnie równolegle do drogi krajowej nr 50. Trasa jest jedno-jezdniowa.